# American Anthropologist
Das American Anthropologist (AA) ist ein internationales, englischsprachiges Fachperiodikum aus dem Bereich der Anthropologie, das vierteljährlich bei Wiley-Blackwell erscheint und von der American Anthropological Association, der weltweit größten Anthropologenvereinigung, herausgegeben wird. Die Redaktion akzeptiert jedoch auch Beiträge von Wissenschaftlern, die kein Mitglied der AAA sind, und beabsichtigt, der wissenschaftlichen Erforschung der Menschheit in all ihren Aspekten Raum zu geben, weshalb in der Zeitschrift auch Artikel aus den Feldern der Archäologie, Biologie, Soziologie, Kulturwissenschaft und Sprachwissenschaft vor einem anthropologischen Gesichtspunkt erscheinen. Die AAA versteht das AA als ihr Flaggschiff und vertritt mit ihm die Anspruchshaltung, die professionellen Interessen von Anthropologen zu vertreten, indem anthropologisches Wissen verbreitet und dessen Relevanz für globale Probleme dargestellt wird. Es wird seit 1888 ohne Unterbrechung herausgegeben, seit 1898 in seiner jetzigen Gestalt und unter Begründung durch Franz Boas, Daniel Garrison Brinton & John Wesley Powell. Aktuelle Chefredakteurin ist Elizabeth J. Chin, mittlerweile wird die Zeitschrift auch von einem Podcast unter Leitung von Anar Parikh begleitet.